# SC-05G
ドコモ スマートフォン Galaxy S6 SC-05G（ドコモ スマートフォン ギャラクシー エスシックス エスシーゼロゴジー）は、韓国のサムスン電子によって開発された、NTTドコモの第4世代移動通信システム（PREMIUM 4G）・第3.9世代移動通信システム（Xi）・第3世代移動通信システム（FOMA）対応端末である。ドコモ スマートフォン（第2期）のひとつ。

## 概要
SC-04Fの後継機種で、兄弟機種のSC-04Gと同じくPREMIUM 4G対応スマートフォン第1弾となる。
SC-04Gと異なり曲面ディスプレイは採用しておらず、基本性能はSC-04Gとほぼ同等となっている。
日本独自機能としてワンセグ・おサイフケータイを搭載しているが、防水・防塵性能は装備されておらず、SC-04Gと異なりフルセグ及びNOTTVには非対応となっている。
キャッチコピーは「薄さも、使いやすさも。」。

## 主な機能
| 主な対応サービス                                | 主な対応サービス                                      | 主な対応サービス                     | 主な対応サービス                                                    |
| ----------------------------------------------- | ----------------------------------------------------- | ------------------------------------ | ------------------------------------------------------------------- |
| タッチパネル/加速度センサー                     | PREMIUM 4G/Xi/FOMAハイスピード/VoLTE                  | Bluetooth                            | DCMX/おサイフケータイ/NFC/かざしてリンク/赤外線/トルカ/おくだけ充電 |
| ワンセグ/フルセグ/モバキャス                    | メロディコール                                        | テザリング                           | WiFi IEEE802.11a/b/g/n/ac                                           |
| GPS                                             | ドコモメール/電話帳バックアップ                       | デコメール/デコメ絵文字/デコメアニメ | iチャネル                                                           |
| エリアメール/ソフトウェアーアップデート自動更新 | デジタルオーディオプレーヤー(WMA・MP3他)/ハイレゾ音源 | GSM/3Gローミング(WORLD WING)         | フルブラウザ/Flash Player                                           |
| Google Play/dメニュー/dマーケット               | Gmail/Google Talk/YouTube/Picasa                      | バーコードリーダ/名刺リーダ          | ドコモ地図ナビ/ドコモ ドライブネット/Google Maps/ストリートビュー   |

## 歴史
- 2015年3月1日（現地時間） - スペイン・バルセロナの携帯電話展示会「Mobile World Congress 2015」にてサムスン電子よりグローバルモデル発表。この時点で日本国内での販売も予告されていた[7]。
- 2015年4月8日 - NTTドコモ及びサムスン電子より公式発表。

## アップデート・不具合など[8]
2015年4月23日
- 一部特定のWi-Fiエリアにおいて、Wi-Fiアイコンが表示されながらもWi-Fi通信を行わず、3G/LTE通信を行う場合がある。
- ビルド番号がLRX22G.SC05GOMU1AOCPからLRX22G.SC05GOMU1AOD2になる。

2015年5月14日
- 携帯電話(本体)で撮影したパノラマ写真が、正常に再生されない場合がある。
- ビルド番号がLRX22G.SC05GOMU1AOCP、LRX22G.SC05GOMU1AOD2からLRX22G.SC05GOMU1AOE1になる。

2015年7月29日
- 特定の条件下において、着信拒否が正常に動作しない場合がある。

2015年8月26日
- 伝言メモが正常に再生されない場合がある。

2016年2月1日
- FeliCaが認識されない場合がある。

2016年3月17日
- Android 6.0にアップデート

- ビデオコール時、「自画像を非表示」の設定が正常に動作しない場合がある。

2016年6月20日
- セキュリティ更新

2016年10月27日
- 特定の条件下で文字入力時の予測変換が正しく表示されない場合があります。
- セキュリティ更新

2017年1月31日
- セキュリティ更新

2017年6月5日
- Android 7.0にアップデート
- アプリをアンインストールすると、まれに携帯電話（本体）が再起動する場合がある。
- セキュリティ更新

2018年1月9日
- 設定からデータを初期化した際、まれにGoogleアカウントの入力を求められる場合があります。
- セキュリティ更新